# Nicolás Rosell
Nicolás Rosell (Palma de Mallorca, 3 de noviembre de 1314-28 de marzo de 1362) fue un cardenal e inquisidor de España.
Ingresó en el convento de Santo Domingo en 1328, donde comenzó su carrera eclesiástica en la Orden de Predicadores.
Profesor de la universidad de Lérida y apoyado por el rey, adquirió la plaza de maestro en teología el 10 de enero de 1349, otorgada por Clemente VI.
Tutor de Pedro IV de Aragón y las hijas de Jaime I, fue nombrado inquisidor.
Inmediatamente se le otorgó el cargo de gran Inquisidor de Aragón.
Entre sus actuaciones, cabe destacar el juicio de Pedro de la Cadireta, y la investigación de las alegaciones del guardián de los franciscanos de Barcelona, fallando en su contra. El juicio de Jacobo Juste fue enteramente dirigido por Nicolás Rosell.
Después medió en las disputas entre Pedro IV e Inocencio VI.
Tras dejar el Santo Oficio en manos de Nicolás Aymerich, fue honrado con el título de cardenal el 23 de diciembre de 1356.
A su muerte, se le enterró en Santa Catalina de Barcelona en una bella tumba obra de Pedro Moragues.

## Obras
- Romanorum pontificium gesta
- De quadrupli jurisdictione romanae Ecclesiae in regnum utrisque Siciliae
- Commentaria in Matthaeum
- Epistola Clementi VI scripta
- De unitatae ecclesiae et schismate vitando tractatus